# Hosta longissima
Hosta longissima là một loài thực vật có hoa trong họ Măng tây. Loài này được F.Maek. mô tả khoa học đầu tiên năm 1937.